# J'ai été fellagha, officier français et déserteur
J’ai été fellagha, officier français et déserteur : Du FLN à l’OAS de Rémy Madoui est une autobiographie de l'auteur alors qu'il participait à la guerre d'Algérie.
Ce livre est paru en 2004 en France aux Éditions du Seuil.
L'auteur parti aux États-Unis en 1965, a travaillé comme directeur dans des multinationales et, depuis fin 2005, il est l’éditeur-rédacteur de la version française du journal Air & Space Power Journal, une des revues doctrinales de l’USAF, dépendant de l’Air University du Air Education and Training Command.

## Sujet
Le récit retrace le parcours d'un jeune homme durant la guerre qui a abouti à l'indépendance de l'Algérie. L'auteur, âgé alors de 16 ans, est devenu en 1955 un guérilléro au sein du Front de libération nationale contre l'armée française. 
Il s'est battu pendant cinq années jusqu'à ce que ses camarades de combat, le soupçonnant d'espionnage au profit de l'ennemi, l'emprisonnent et le torturent dans le cadre de la bleuite. 
Échappant à ses tortionnaires, Madoui rejoint l'armée française et devient lieutenant, au service d'un commando qui pourchassait son ancienne cohorte FLN. 
Plus tard, quand le président de la République française, le général Charles de Gaulle, accorde l'indépendance de l'Algérie, l'auteur abandonne l'armée française pour rejoindre l'Organisation armée secrète (OAS), un groupe de dissidents qui s'étaient violemment opposés à la politique algérienne du général de Gaulle. 
L'auteur ne passe que quelques jours avec l'OAS ; il est rapidement arrêté et emprisonné. Il émigre aux États-Unis après sa libération.
Il décrit en détail les techniques opérationnelles, le système d'adhésion, et la structure du FLN.

## Chapitrage
- Introduction
- Chapitre I : Les premiers mois au maquis
- Chapitre II : Les débuts difficiles de la Révolution dans l’Algérois
- Chapitre III : L’essor du maquis algérois
- Chapitre IV : La « bataille d’Alger »
- Chapitre V : Les « coups d’État » et la « guerre civile » au sein du FLN
- Chapitre VI : L’apogée et le déclin de la Wilaya 4
- Chapitre VII : La torture
- Chapitre VIII : L’évasion
- Chapitre IX : Le ralliement
- Chapitre X : L’« Affaire Si Salah »
- Chapitre XI : L’armée française -
- Chapitre XII. L’O.A.S.
- Conclusion